# Concepción de la Sierra

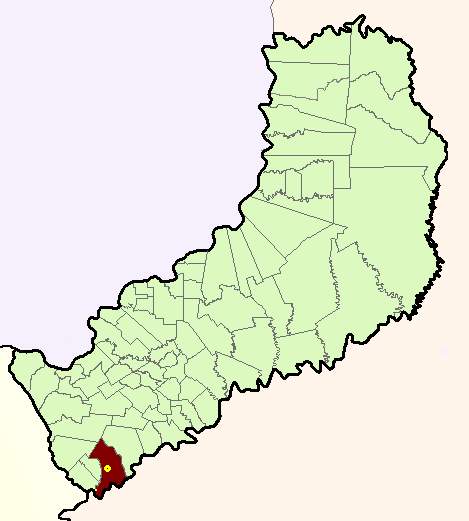
Concepción de la Sierra
Mapa de localização

Concepción de la Sierra é uma cidade argentina da província de Misiones.
O município conta com uma população de 7.398 habitantes, segundo o Censo do ano 2001 (INDEC).
O município faz fronteira fluvial com os municípios gaúchos de Pirapó e São Nicolau através do Rio Uruguai.
A 14 Km do centro da cidade, encontram-se as ruínas da redução jesuíta denominada como: "Santa María la Mayor".